# Supercoppa italiana 2013 (pallacanestro maschile)
La Supercoppa italiana 2013, denominata per ragioni di sponsorizzazione Beko Supercoppa 2013, fu la 19ª supercoppa italiana di pallacanestro maschile.
Si tenne l'8 ottobre 2013 presso il PalaEstra tra la squadra ospite del Mens Sana Siena (campione d'Italia 2012-2013) e Pall. Varese (finalista della Coppa Italia 2013).
Il trofeo fu vinto dalla Mens Sana Siena per la 7ª volta ma fu successivamente revocato.

## Tabellino
| Arbitri: | Filippini (Pisa) Lo Guzzo (Catanzaro) Baldini (Firenze) |

|                                                           |            |                                            |
| J. Carter 18 T. Ress, D. Hackett, E. Green 14 S. Nelson 6 | Punti      | 23 A. Coleman 17 A. Polonara 11 F. Hassell |
| D. Hackett 10                                             | Assist     | 2 K. Clark, F. Hassell                     |
| D. Hackett 6                                              | Rimbalzi   | 7 A. Coleman, A. Polonara                  |
| Marco Crespi                                              | Allenatori | Fabrizio Frates                            |